# OneZoom

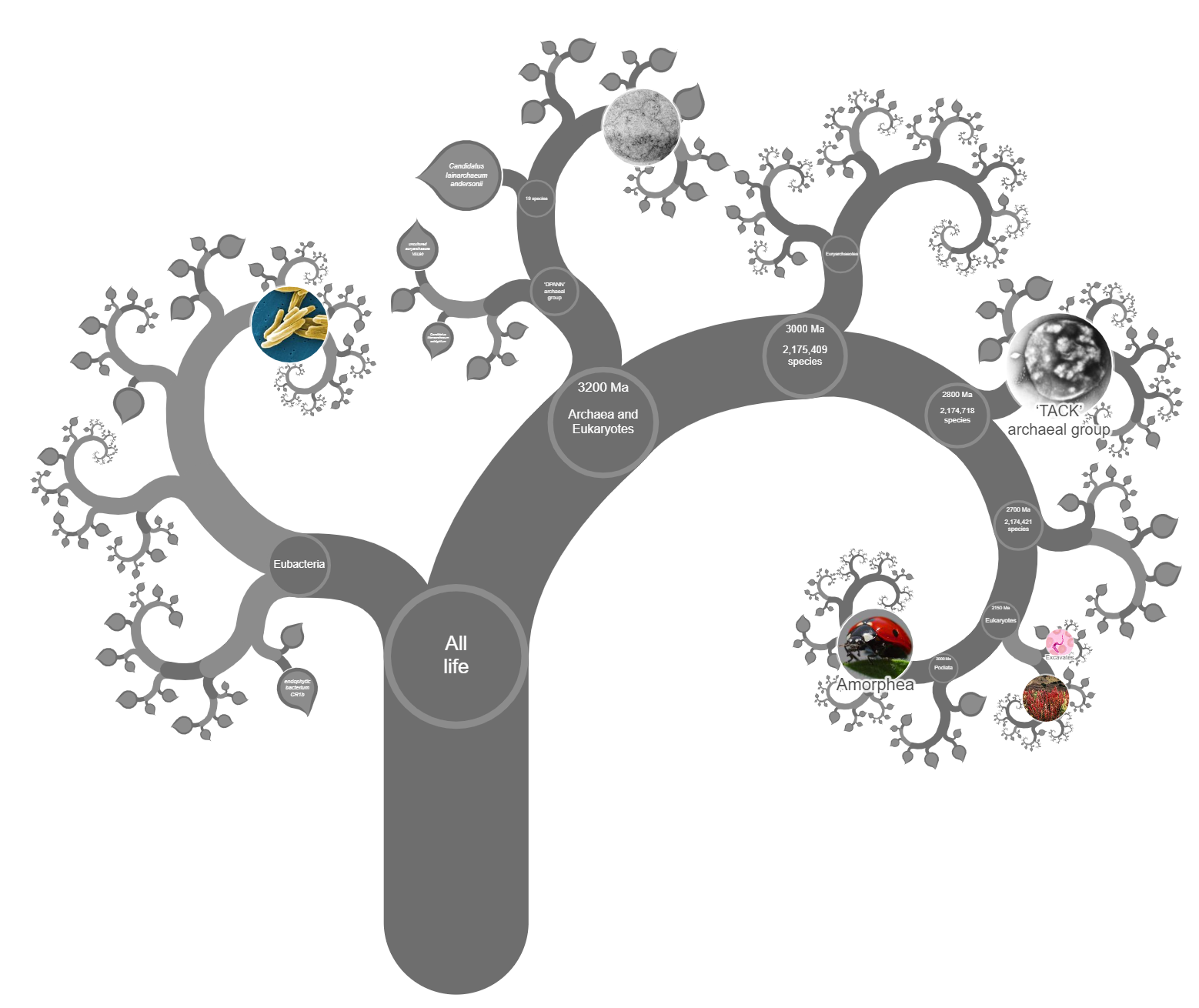
OneZooms Tree of Life

Der OneZoom Tree of Life Explorer („Lebensbaum-Explorer“) ist eine interaktive Karte mit den evolutionären Verbindungen zwischen allen bekannten Lebewesen (Phylogenetischer Baum). OneZoom ist eine im Vereinigten Königreich (UK) eingetragene gemeinnützige Organisation und ist in allen Teilen frei verfügbar und ohne Werbung.
Das Design des Tree of Life Explorer wurde so konzipiert, dass dieser für jeden leicht zugänglich ist, insbesondere im Hinblick als Lehrmittel in der Schule, Software für Wissenschaftler und interaktive Exponate für Museen.
Zu den Sponsoren und Unterstützern von OneZoom gehören Richard Dawkins und Jonathan Drori.

## Der Baum des Lebens
Der Baum des Lebens (englisch tree of life) in der Darstellung von OneZoom zeigt, wie alle Lebewesen miteinander verbunden sind. Jedes Blatt steht für eine Art (Spezies). Die Äste zeigen, wie sich diese vielen Arten im Lauf der Erdgeschichte aus dem gemeinsamen Vorfahren entwickelt haben. Derzeit (Stand 27. Februar 2022) sind über 2,2 Millionen Arten erfasst mit über 100.000 bildlichen Darstellungen.

## Biodiversität und Naturschutz
OneZoom möchte allen helfen, die biologische Vielfalt (Biodiversität) und die Notwendigkeit ihrer Erhaltung (Naturschutz) zu verstehen. Zu diesem Zweck zeigen rote Blätter Arten an, die bekanntermaßen vom Aussterben bedroht sind (en. under threat of extinction). Grüne Blätter stehen für Arten, denen es zwar noch gut geht, die aber bereits an der Schwelle stehen, unter  Bedrohung zu stehen. Die meisten Blätter sind grau, was bedeutet, dass nicht bekannt ist, wie bedroht sie sind.

## Version und Schnittstellen
Derzeit (seit dem 6. Februar 2022) ist OneZoom Version 3.6 im Einsatz.
Die Blätter und Knoten haben Schnittstellen zu anderen bekannten Webseiten, insbesondere auch zu Wikipedia. Die Wikipedia-Sprachvariante ist abhängig von der gewählten OneZoom-Sprache. Derzeit gibt es für den Fall, dass in der gewählten Sprache kein Artikel gefunden wird keinen Fallback auf eine andere Wikipedia-Sprachvariante (beispielsweise englisch).

## Darstellungen
- Spiral (Pythagoras-Baum)
- Natural (ähnlich, aber nur minimal gekrümmt)
- Balanced
- Fern (einen Farn nachahmend)
- Polytomy (Polytomie)

## Ähnliche Projekte: Lifemap
Lifemap ist ebenfalls ein interaktives Werkzeug, um den Baum des Lebens zu erkunden. Das in Lifemap verwendete Konzept ist ausschließlich das der Polytomie. Lifemap bietet ein Interface zur englischen Wikipedia (ein vorangestelltes Candidatus vor dem eigentlichen Taxonnamen benötigt ggf. eine entsprechende Wikipedia-Weiterleitung).
Lifemap wurde von Damien M. de Vienne vom CNRS-Labor für Biometrie und Evolutionsbiologie (LBBE) in Lyon, Frankreich, geschrieben mit Unterstützung von Stephane Delmotte, Bruno Spat et al. von der Informatikabteilung. Es ist verfügbar auf der Webseite des CNRS (cnrs.fr), früher Universität Lyon (univ-lyon1.fr).
Mit Stand 27. Februar 2022 enthielt der Baum über 802.000 Arten (Archaeen, Bakterien und Eukaryoten), mit Stand 11. Juni 2025 waren es 2.162.153 Arten. Er basiert auf der vom National Center for Biotechnology Information (NCBI) veröffentlichten Taxonomie und wird immer wieder aktualisiert.

### Variante Virusmap
Die Virusmap ist ein analoges interaktives Werkzeug zur Erforschung der Taxonomie von Viren. 
Das in Virusmap verwendete Konzept ist das gleiche wie in Lifemap bzw. Lifemap-ncbi und hat ebenfalls identische Taxon-IDs. Das Projekt ist jedoch bisher nicht offiziell freigegeben und der Datenstand liegt im Vergleich zum NCBI und International Committee on Taxonomy of Viruses (ICTV) um etliche Jahre zurück und kennt (mit Stand 11. Juni 2025) 199.917 Arten, aber nur einen von sieben Realms (Riboviria).